# Gammarus bousfieldi
Gammarus bousfieldi är en kräftdjursart som beskrevs av Cole och Minckley 1961. Gammarus bousfieldi ingår i släktet Gammarus och familjen Gammaridae. IUCN kategoriserar arten globalt som sårbar. Inga underarter finns listade i Catalogue of Life.